# Huize De Kamp
Huize de Kamp is een niet als dusdanig erkende havezate in de gemeente Berkelland, in  de Nederlandse provincie Gelderland. De havezate is gelegen ten zuiden van het dorp Neede.

## Geschiedenis
De vroegste vermelding is uit het jaar 1469 toen de havezate onder de heerlijkheid Borculo viel. Het oorspronkelijke huis, dat vermoedelijk in 1250 gebouwd werd, verdween toen Otto Gansneb in 1636 een nieuw huis bouwde op deze locatie. Van 1553 tot 1741 was het goed in bezit van de familie Gansneb genaamd Tengnagel. In 1789 is het huis ingrijpend verbouwd waarbij de trapgevels werden verwijderd en het zijn kasteelachtige uitstraling verloor. In 1871 werden de grachten gedempt. Sinds 1977 is het huis in het bezit van eerst de gemeente Neede, later Berkelland. De Gemeenschapsraad Neede, de Historische Kring en de stichting Vrienden van Huize de Kamp hebben breed actie gevoerd om de toegankelijkheid te behouden. In de periode 1983-1989 werden de havezate, het koetshuis en de gracht gerestaureerd. De archeologische vondsten die daarbij gedaan zijn werden in de kelder van Huize de Kamp tentoongesteld.